# Milan Nestrojil
Milan Nestrojil (16. listopadu 1947, Třebíč – 30. ledna 2020, Třebíč) byl český farmaceut a výtvarník.

## Biografie
Milan Nestrojil se narodil v Třebíči v roce 1947, na gymnáziu v Třebíči maturoval v roce 1966, tj. ve stejný rok jako Miroslav Pálka. Mezi lety 1966 a 1971 pak studoval farmacii na Universitě Komenského v Bratislavě. Byl jedním z žáků Ladislava Nováka na třebíčském gymnáziu a stal se pak také zakladatelem Skupiny 4, se kterou Novák spolupracoval. V 60. a 70. letech se věnoval abstrakci, dadaismu, kubismu a strukturální malbě. V 70. a 80. letech se věnoval cyklům, při kterých využíval znalosti mikrobiologie. V osmdesátých letech se věnoval surrealismu a v 90. letech se začal věnovat lapidární tvorbě. Kolem roku 2000 se věnoval spolupráci se Zdeňkem Štajncem. Dlouhodobě pracoval v lékárně u sv. Martina v Třebíči, byl spoluvlastníkem této lékárny (společně se svou manželkou). Zemřel náhle v roce 2020 v Třebíči.
Byl členem Skupiny 4, Spolku výtvarných umělců Vysočiny a TT Klubu.

## Dílo
Jeho dílo je zastoupeno ve sbírkách v ČR i po světě. Např. je jeho dílo uvedeno v Českém farmaceutickém muzeu v Kuksu, Horácké galerii v Novém Městě na Moravě, Galerii výtvarného umění v Ostravě, Městském muzeu a galerii v Břeclavi a v Ex libris centru Saint Niklaas v Belgii. Jeho dílo mají také soukromí sběratelé v ČR i zahraničí.

## Výstavy
Autor vystavoval na kolektivních i autorských výstavách.

### Autorské
- 1979 – Galerie mladých, Brno (společně s Lubomírem Kressou st.)
- 1981 – Divadlo v Nerudovce, Praha
- 1982 – Galerie na mostě, Farmaceutická fakulta UK, Hradec Králové
- 1988 – Sdružený klub pracujících, Třebíč
- 1990 – Okresní kulturní středisko, Třebíč
- 1991 – Západomoravské muzeum, Třebíč
- 1992 – Výstavní sál Dietrichstejnského paláce, Brno
- 1999 – čajovna Modrá hvězda, Praha
- 2001 – Galerie na mostě, Farmaceutická fakulta UK, Hradec Králové
- 2003 – Galerie Malovaný dům, Třebíč
- 2003 – Galerie J. T. Fischera, Znojmo
- 2005 – foyer Janáčkova divadla, Brno (společně se Zdeňkem Štajncem)
- 2005 – Galerie Daria, Brno (společně se Zdeňkem Štajncem)
- 2006 – Horácká galerie, Nové Město na Moravě (společně se Zdeňkem Štajncem)
- 2007 – Galerie Hasičský dům, Telč (společně se Zdeňkem Štajncem a Lubomírem Kressou st.)
- 2007 – Městská knihovna, Polička (společně se Zdeňkem Štajncem)
- 2008 – Stará radnice, Žďár nad Sázavou (společně se Zdeňkem Štajncem)
- 2012 – Stará radnice, Žďár nad Sázavou
- 2013 – Horácká galerie v Novém Městě na Moravě, Nové Město na Moravě
- 2013 – Galerie z ruky, Doubravník
- 2017 – Galerie Chodba, Katolické Gymnázium, Třebíč